# Greve Dracula
Greve Dracula (eller Draculitz som han lanserades i Sverige 1899) är en övernaturlig litterär figur, som förekommer i Bram Stokers roman Dracula från 1897. Vissa auktoriteter på området tror att Stoker fick sin inspiration till figuren från den rumänske fursten Vlad III Dracul, andra anser att Stoker aldrig hört talas om denne. Greve Dracula har tjugo mäns styrka och livnär sig helt och hållet på människors blod.
Boken om Dracula börjar med att den unge Jonathan "John" Harker kommer till Draculas slott för att få till stånd ett affärsavtal. Ganska tidigt börjar Harker inse att något är skumt med Draculas slott, och han lyckas fly. Dracula flyttar därefter till Harkers hemstad London. Där börjar han lite då och då dricka blod från Lucy Westenra, en av mrs Mina Harkers väninnor. När Lucys noble fästman Arthur Godalming upptäcker att Lucy blir blekare och blekare, kallar han på doktor John Seward, som i sin tur kallar på professorn Abraham Van Helsing. När Lucy dör, misstänker professor Van Helsing att hon har blivit utsatt för ett vampyrangrepp. Tillsammans med Lucys gamla friare och paret Harker tar han upp jakten på Dracula.
Figuren har senare medverkat i olika berättelser, bland annat filmer, samt TV-spelsserien Castlevania som utkom 1986 på konsolerna NES och SNES. Hans planer kan variera, i ett avsnitt av Rättvisans kämpar från 1978 försöker han förvandla hela jordens befolkning till vampyrer.

## Sverige
I Sverige lanserades karaktären Dracula informellt 1899, då under namnet Draculitz i en svensk omskriven olicensierad version av berättelsen, benämnd Mörkrets makter(en). Novellen publicerades i dagstidningen Dagen (1896–1920) under serialiserad form mellan juni 1899 och februari 1900. Den svenska versionen avviker avsevärt från Stokers originalberättelse och har ett annorlunda slut.

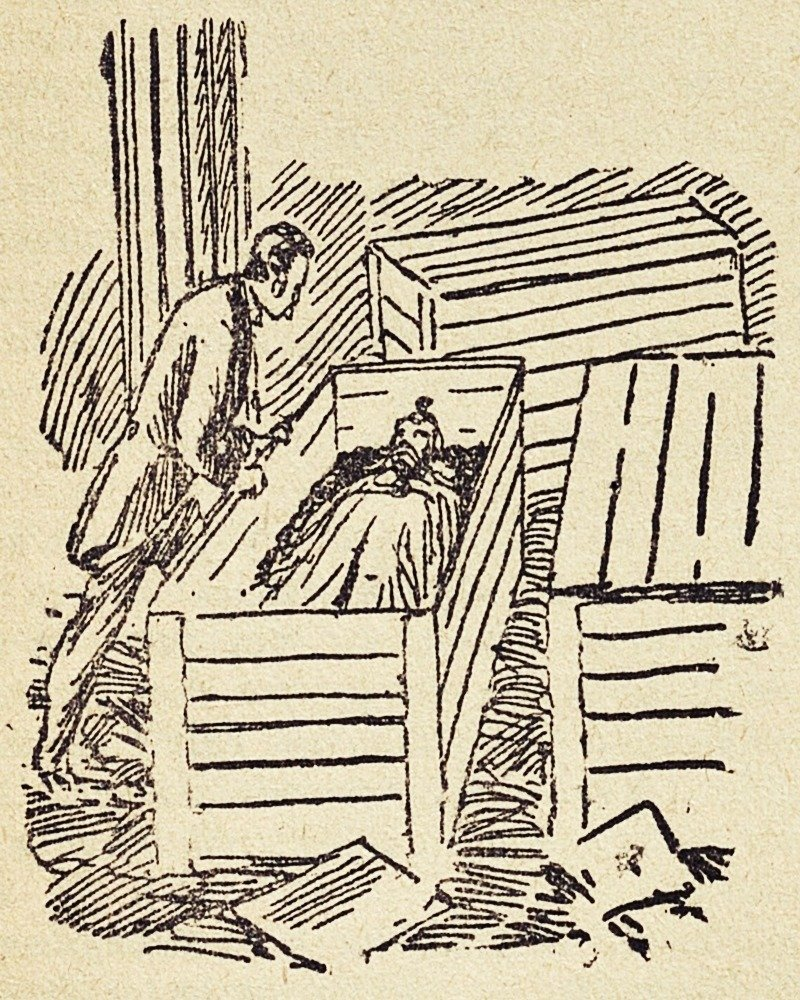
Draculitz sovandes i sin packlår.
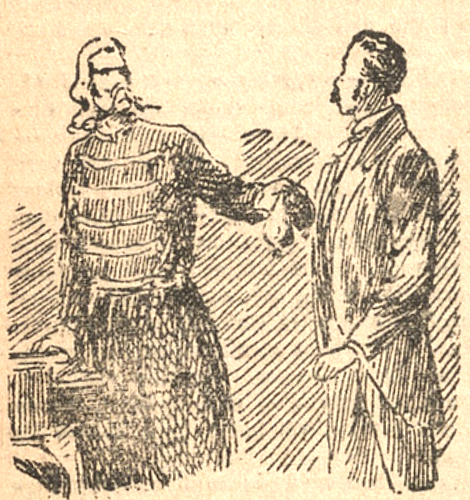
Draculitz när han är vaken.

## Inkarnationer och varianter
- Greve Orlok(en)
- Dracula Vlad Țepeș (Castlevania)(en)